# 부다페스트 톱니바퀴 철도

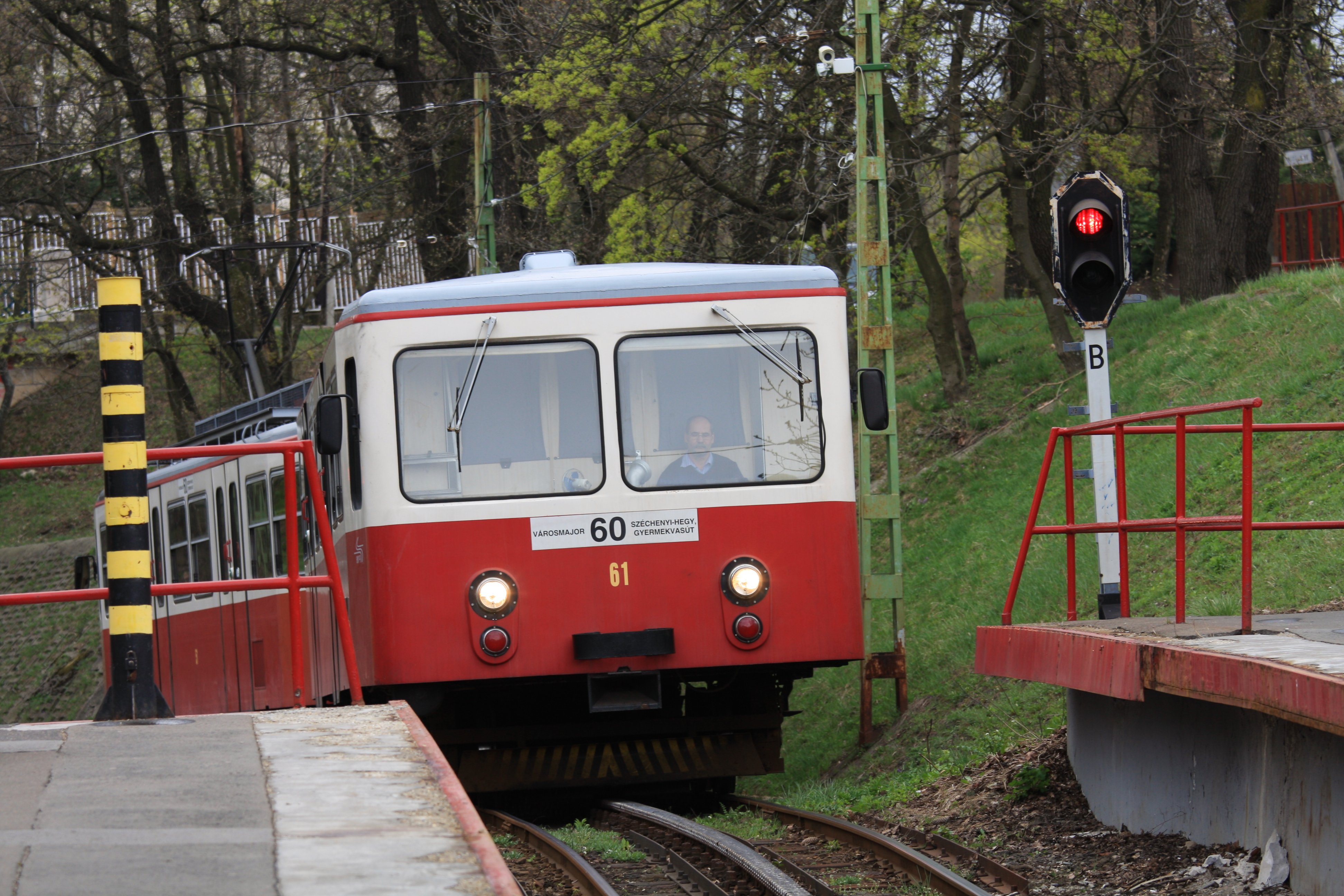
부다페스트 톱니바퀴 철도

부다페스트 톱니바퀴 철도(헝가리어: Budapesti fogaskerekű vasút)는 헝가리 부다페스트 부더에서 운영되고 있는 랙식 철도다. 이 노선은 부다페스트 노면전차의 노선 번호 60으로 표기되어 도시의 대중 교통 시스템에 통합되어 있다. 길이는 3.7km (2.3마일 )이며 1874년에 개통되었다.